# Мала Поляна
Мала Поляна (словац. Malá Poľana) — село в Словаччині, Стропковському окрузі Пряшівського краю. Розташоване в північно-східній частині Словаччини.
Уперше згадується у 1567 році.

## Пам'ятки
У селі є греко-католицька церква Різдва Пресвятої Богородиці з 1929 року в стилі неокласицизму. 
Дерев'яна церква святого Миколая дарувана та перенесена із села Габура, збудована у 1759 році. У 1929 році її продано чеському місту Градець-Кралове, до сих пір стоїть у Їраскових садах.

## Населення
| Рік:            | 1993 | 2003     | 2013    | 2023     |
| --------------- | ---- | -------- | ------- | -------- |
| Кількість осіб: | 145  | 111      | 113     | 101      |
| Різниця:        |      | -23,44 % | +1,80 % | -10,61 % |

| Рік:            | 2022 | 2023    |
| --------------- | ---- | ------- |
| Кількість осіб: | 109  | 101     |
| Різниця:        |      | -7,33 % |

В селі проживає 104 чол.
Національний склад населення (за даними останнього перепису населення — 2001 року):
- русини- 47,11 %
- словаки- 43,80 %
- українці- 7,44 %
- чехи- 1,65 %

Склад населення за приналежністю до релігії станом на 2001 рік:
- греко-католики- 72,73 %,
- православні- 18,18 %,
- римо-католики- 8,26 %,